# Samuel Walker (Tischtennisspieler)
Samuel „Sam“ Walker (* 7. Mai 1995 in Sutton in Ashfield) ist ein englischer Tischtennisspieler. Er gewann 2016 bei der Weltmeisterschaft mit dem Team Bronze. Er ist Rechtshänder und verwendet den europäischen Shakehand-Griff.

## Werdegang
Samuel Walker errang erste internationale Bekanntheit, als er bei den Commonwealth Games im Jahr 2014 Gold gewinnen konnte. Durch diesen Erfolg wurde er hinter Liam Pitchford und Paul Drinkhall drittbester englischer Tischtennisspieler. In der Saison 2014/2015 wurde er mit dem ASV Grünwettersbach Meister der 2. Bundesliga und stieg auf. Bei der Team-Weltmeisterschaft 2016 schlug er mit der englischen Mannschaft unter anderem Polen und Frankreich, bevor er mit der Mannschaft nach einer Halbfinalniederlage gegen Japan (1-3) Bronze gewinnen konnte. Es war das erste Mal seit 1983, dass dieser Erfolg einer englischen Tischtennismannschaft überhaupt gelang. Ebenfalls 2016 erreichte er mit der Mannschaft bei den Olympischen Spielen das Viertelfinale, wo das Team China unterlag. 2018 gewann er bei den Commonwealth Games mit der Mannschaft wieder Bronze.

## Erfolge
Wichtigste Erfolge:
- Bronze bei der Weltmeisterschaft 2016 mit der Mannschaft
- Gewinner der Commonwealth Games 2014 im Einzel, dazu Silber mit der Mannschaft
- Bronze beim World Team Cup 2018
- Bronze bei den Commonwealth Games 2018 mit der Mannschaft
- Pokalsieger in der Saison 2014/2015

Einzel:
- Letzte 32 bei den Swedish Open 2018
- Viertelfinale bei den Austrian Open 2016
- Achtelfinale bei den Slovenia Open 2016
- Gewinner der Korea Open (U-21) 2016
- Letzte 32 bei den India Open 2017

Doppel:
- Gewinner der Polish Open 2015

Mixed:
- Letzte 32 bei den Schüler-Europameisterschaften 2010

Mannschaft:
- Bronze bei den Jugend-Europameisterschaften 2011
- Bronze beim World Team Cup 2018

## Vereine
- -????:  England FC Chealsea TT
- –2014:  Deutschland TTC Seligenstadt[5]
- 2014–2018:  Deutschland ASV Grünwettersbach[6]
- 2018–2019:  Istres TT
- 2019–2021:  GV Hennebont TT[7]
- 2021–2022:  1. FC Köln[8]
- seit 2022:  TTC Zugbrücke Grenzau[9]

## Material
Nennung des Materials von Samuel Walker:
| Holz      | Vorhand     | Rückhand    |
| --------- | ----------- | ----------- |
| Crest OFF | Bluefire M1 | Bluefire M1 |